# Olympische Sommerspiele 1992/Leichtathletik – 800 m (Männer)

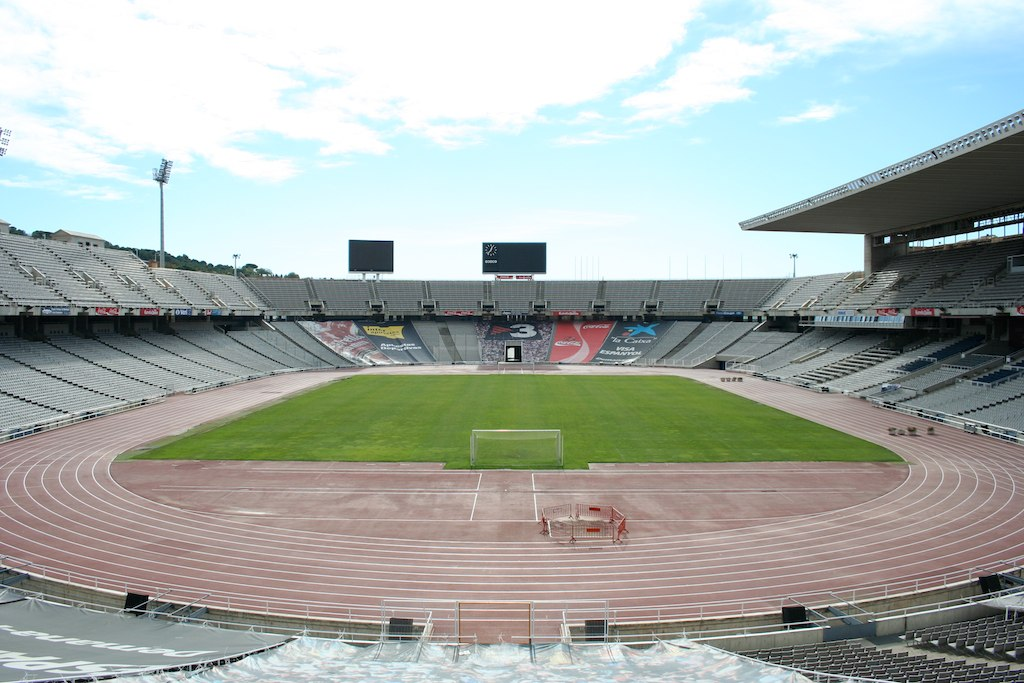
Das Olympiastadion von Barcelona im Jahr 2008

Der 800-Meter-Lauf der Männer bei den Olympischen Spielen 1992 in Barcelona wurde am 1., 2. und 5. August 1992 in drei Runden im Olympiastadion Barcelona ausgetragen. 59 Athleten nahmen teil.
In diesem Wettbewerb gab es einen kenianischen Doppelsieg. William Tanui gewann vor seinem Landsmann Nixon Kiprotich. Bronze ging an den US-Amerikaner Johnny Gray.
Für Deutschland ging Jörg Haas an den Start, der in der Vorrunde ausschied.

Athleten aus der Schweiz, Österreich und Liechtenstein nahmen nicht teil.

## Aktuelle Titelträger
| Olympiasieger 1988                      | Paul Ereng ( Kenia)            | 1:43,45 min | Seoul 1988            |
| Weltmeister 1991                        | Billy Konchellah ( Kenia)      | 1:43,99 min | Tokio 1991            |
| Europameister 1990                      | Tom McKean ( Großbritannien)   | 1:44,76 min | Split 1990            |
| Panamerikanischer Meister 1991          | Ocky Clark ( USA)              | 1:46,91 min | Havanna 1991          |
| Zentralamerika und Karibik-Meister 1991 | Stevon Roberts ( Barbados)     | 1:49,63 min | Xalapa 1991           |
| Südamerika-Meister 1991                 | Flávio Godoy ( Brasilien)      | 1:47,94 min | Manaus 1991           |
| Asienmeister 1991                       | Lee Jin-il ( Südkorea)         | 1:51,42 min | Kuala Lumpur 1991     |
| Afrikameister 1992                      | Charles Nkazamyampi ( Burundi) | 1:46,95 min | Belle Vue Maurel 1992 |
| Ozeanienmeister 1990                    | Derek Renz ( Neuseeland)       | 1:53,33 min | Suva 1990             |

## Bestehende Rekorde
| Weltrekord         | 1:41,73 min | Sebastian Coe ( Großbritannien) | Florenz, Italien           | 10. Juni 1981  |
| Olympischer Rekord | 1:43,00 min | Joaquim Cruz ( Brasilien)       | Finale OS Los Angeles, USA | 6. August 1984 |

Der bestehende olympische Rekord wurde bei diesen Spielen nicht erreicht. Im schnellsten Rennen, dem Finale, verfehlte Olympiasieger William Tanui aus Kenia mit seinen 1:43,66 min den Rekord um 66 Hundertstelsekunden. Zum Weltrekord fehlten ihm 1,93 Sekunden.

## Vorrunde
Datum: 1. August 1992
Die Athleten traten zu insgesamt acht Vorläufen an. Für das Halbfinale qualifizierten sich pro Lauf die ersten beiden Läufer. Darüber hinaus kamen die acht Zeitschnellsten, die sogenannten Lucky Loser, weiter. Die direkt qualifizierten Sportler sind hellblau, die Lucky Loser hellgrün unterlegt.

### Vorlauf 1
18:45 Uhr
| Platz | Name               | Nation                       | Zeit        |
| ----- | ------------------ | ---------------------------- | ----------- |
| 1     | Piotr Piekarski    | Polen                        | 1:48,51 min |
| 2     | Mark Everett       | USA                          | 1:48,65 min |
| 3     | Lee Jin-il         | Südkorea                     | 1:48,68 min |
| 4     | Mahjoub Haïda      | Marokko                      | 1:48,72 min |
| 5     | Jörg Haas          | Deutschland                  | 1:50,42 min |
| 6     | Symphorien Samba   | Republik Kongo               | 1:51,75 min |
| 7     | Mohamed Al-Tunaiji | Vereinigte Arabische Emirate | 1:53,91 min |
| 8     | Ilunga Kafila      | Zaire                        | 1:57,73 min |

### Vorlauf 2
18:50 Uhr
| Platz | Name               | Nation                         | Zeit        |
| ----- | ------------------ | ------------------------------ | ----------- |
| 1     | Tom McKean         | Großbritannien                 | 1:47,85 min |
| 2     | Atle Douglas       | Norwegen                       | 1:48,08 min |
| 3     | Freddie Williams   | Kanada                         | 1:48,20 min |
| 4     | Frédéric Cornette  | Frankreich                     | 1:48,22 min |
| 5     | Eversley Linley    | St. Vincent und die Grenadinen | 1:52,49 min |
| 6     | Chérif Baba Aidara | Mauretanien                    | 1:56,71 min |
| 7     | Bassam Kawas       | Libanon                        | 1:58,71 min |
| 8     | Hussain Riyaz      | Malediven                      | 2:00,93 min |

### Vorlauf 3
18:55 Uhr
| Platz | Name             | Nation   | Zeit        |
| ----- | ---------------- | -------- | ----------- |
| 1     | Johnny Gray      | USA      | 1:46,62 min |
| 2     | Tomás de Teresa  | Spanien  | 1:46,78 min |
| 3     | Babacar Niang    | Senegal  | 1:46,69 min |
| 4     | Tommy Asinga     | Suriname | 1:47,23 min |
| 5     | Vebjørn Rodal    | Norwegen | 1:48,00 min |
| 6     | Terap Adoum Yaya | Tschad   | 1:54,43 min |
| 7     | Baptiste Firiam  | Vanuatu  | 1:57,96 min |

### Vorlauf 4
19:00 Uhr
| Platz | Name              | Nation    | Zeit        |
| ----- | ----------------- | --------- | ----------- |
| 1     | William Tanui     | Kenia     | 1:47,02 min |
| 2     | Kennedy Osei      | Ghana     | 1:47,17 min |
| 3     | Sipho Dlamini     | Swasiland | 1:48,70 min |
| 4     | José Arconada     | Spanien   | 1:49,23 min |
| 5     | Mohamed Sy Savané | Guinea    | 1:51,80 min |
| DSQ   | Tamimou Idrissou  | Benin     |             |
| DNS   | Giuseppe D’Urso   | Italien   |             |

### Vorlauf 5
19:05 Uhr
| Platz | Name                 | Nation                       | Zeit        |
| ----- | -------------------- | ---------------------------- | ----------- |
| 1     | Curtis Robb          | Großbritannien               | 1:46,16 min |
| 2     | Clive Terrelonge     | Jamaika                      | 1:46,64 min |
| 3     | Luis González Fanega | Spanien                      | 1:46,65 min |
| 4     | Paul Ereng           | Kenia                        | 1:46,65 min |
| 5     | João N’Tyamba        | Angola                       | 1:48,54 min |
| 6     | Zacharia Maidjida    | Zentralafrikanische Republik | 1:50,41 min |
| 7     | Emiliano Buale       | Äquatorialguinea             | 1:58,95 min |
| DNS   | Baba Njie            | Gambia                       |             |

### Vorlauf 6
19:10 Uhr
| Platz | Name               | Nation              | Zeit        |
| ----- | ------------------ | ------------------- | ----------- |
| 1     | Nixon Kiprotich    | Kenia               | 1:47,45 min |
| 2     | Andrea Benvenuti   | Italien             | 1:47,58 min |
| 3     | Mbiganyi Thee      | Botswana            | 1:48,04 min |
| 4     | Robin van Helden   | Niederlande         | 1:48,05 min |
| 5     | Dale Jones         | Antigua und Barbuda | 1:50,43 min |
| 6     | Melford Homela     | Simbabwe            | 1:50,50 min |
| 7     | Abdullah Al-Anbari | Oman                | 1:50,72 min |
| 8     | Khambieng Khamiar  | Laos                | 2:02,45 min |

### Vorlauf 7
19:15 Uhr
| Platz | Name                   | Nation    | Zeit        |
| ----- | ---------------------- | --------- | ----------- |
| 1     | José Luíz Barbosa      | Brasilien | 1:46,16 min |
| 2     | Réda Abdenouz          | Algerien  | 1:46,82 min |
| 3     | Mohamed Ismail Youssef | Katar     | 1:49,32 min |
| 4     | Slobodan Popović       | IOP       | 1:49,69 min |
| 5     | António Abrantes       | Portugal  | 1:50,89 min |
| 6     | Desmond Hector         | Guyana    | 1:51,43 min |
| DSQ   | John Palacio           | Belize    |             |

### Vorlauf 8
19:20 Uhr
| Platz | Name                 | Nation         | Zeit        |
| ----- | -------------------- | -------------- | ----------- |
| 1     | Steve Heard          | Großbritannien | 1:46,42 min |
| 2     | Marko Koers          | Niederlande    | 1:46,88 min |
| 3     | Anatoli Makarewitsch | EUN            | 1:47,30 min |
| 4     | José Parrilla        | USA            | 1:48,17 min |
| 5     | Prince Amara         | Sierra Leone   | 1:51,76 min |
| 6     | Stevon Roberts       | Barbados       | 1:52,30 min |
| 7     | Anwar Mohamed        | Jemen          | 1:52,71 min |
| 8     | Francis Munthali     | Malawi         | 1:56,69 min |

## Halbfinale
Datum: 2. August 1992
Für das Finale qualifizierten sich in den drei Läufen die ersten zwei Athleten. Darüber hinaus kamen die beiden Zeitschnellsten, die sogenannten Lucky Loser, weiter. Die direkt qualifizierten Athleten sind hellblau, die Lucky Loser hellgrün unterlegt.

### Lauf 1
20:30 Uhr
| Platz | Name                 | Nation         | Zeit        |
| ----- | -------------------- | -------------- | ----------- |
| 1     | Johnny Gray          | USA            | 1:45,66 min |
| 2     | Andrea Benvenuti     | Kuba           | 1:45,80 min |
| 3     | Nixon Kiprotich      | Kenia          | 1:46,02 min |
| 4     | Tomás de Teresa      | Spanien        | 1:46,08 min |
| 5     | Mbiganyi Thee        | Botswana       | 1:46,13 min |
| 6     | Steve Heard          | Großbritannien | 1:46,19 min |
| 7     | Anatoli Makarewitsch | EUN            | 1:46,69 min |
| 8     | Tommy Asinga         | Suriname       | 1:46,78 min |

### Lauf 2
20:38 Uhr
| Platz | Name                 | Nation         | Zeit        |
| ----- | -------------------- | -------------- | ----------- |
| 1     | Curtis Robb          | Großbritannien | 1:45,25 min |
| 2     | José Luíz Barbosa    | Brasilien      | 1:45,32 min |
| 3     | Réda Abdenouz        | Algerien       | 1:46,06 min |
| 4     | Kennedy Osei         | Ghana          | 1:46,20 min |
| 5     | Robin van Helden     | Niederlande    | 1:46,98 min |
| 6     | Luis González Fanega | Spanien        | 1:47,09 min |
| 7     | Atle Douglas         | Norwegen       | 1:48,63 min |
| 8     | Paul Ereng           | Kenia          | 1:49,90 min |

### Lauf 3

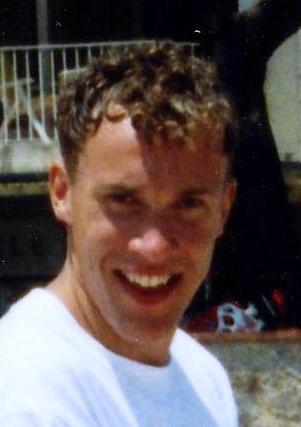
Vebjørn Rodal – vier Jahre später Olympiasieger – scheiterte hier noch als Fünfter des dritten Halbfinals
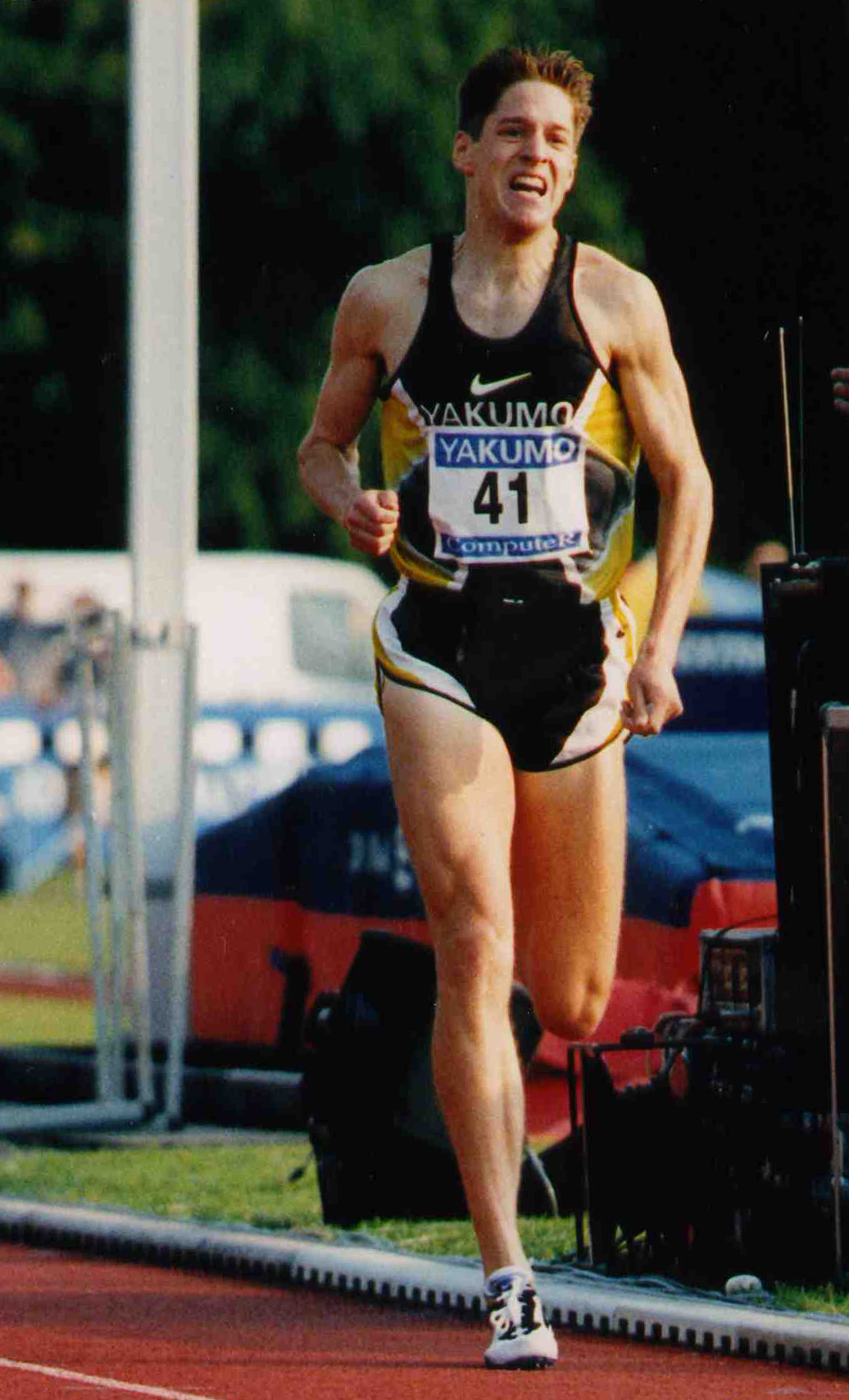
Marko Koers kam bis ins Halbfinale und schied dort als Siebter seines Laufs aus

20:46 Uhr
| Platz | Name             | Nation         | Zeit        |
| ----- | ---------------- | -------------- | ----------- |
| 1     | William Tanui    | Kenia          | 1:46,59 min |
| 2     | Mark Everett     | USA            | 1:46,94 min |
| 3     | Babacar Niang    | Senegal        | 1:46,95 min |
| 4     | Tom McKean       | Großbritannien | 1:48,77 min |
| 5     | Vebjørn Rodal    | Norwegen       | 1:49,53 min |
| 6     | Clive Terrelonge | Jamaika        | 1:51,03 min |
| 7     | Marko Koers      | Niederlande    | 1:52,23 min |
| DSQ   | Piotr Piekarski  | Polen          |             |

## Finale
Datum: 5. August 1992, 21:05 Uhr
| Platz | Name              | Nation         | Zeit        |
| ----- | ----------------- | -------------- | ----------- |
| 1     | William Tanui     | Kenia          | 1:43,66 min |
| 2     | Nixon Kiprotich   | Kenia          | 1:43,70 min |
| 3     | Johnny Gray       | USA            | 1:43,97 min |
| 4     | José Luíz Barbosa | Brasilien      | 1:45,06 min |
| 5     | Andrea Benvenuti  | Italien        | 1:45,23 min |
| 6     | Curtis Robb       | Großbritannien | 1:45,57 min |
| 7     | Réda Abdenouz     | Algerien       | 1:48,34 min |
| DNF   | Mark Everett      | USA            |             |

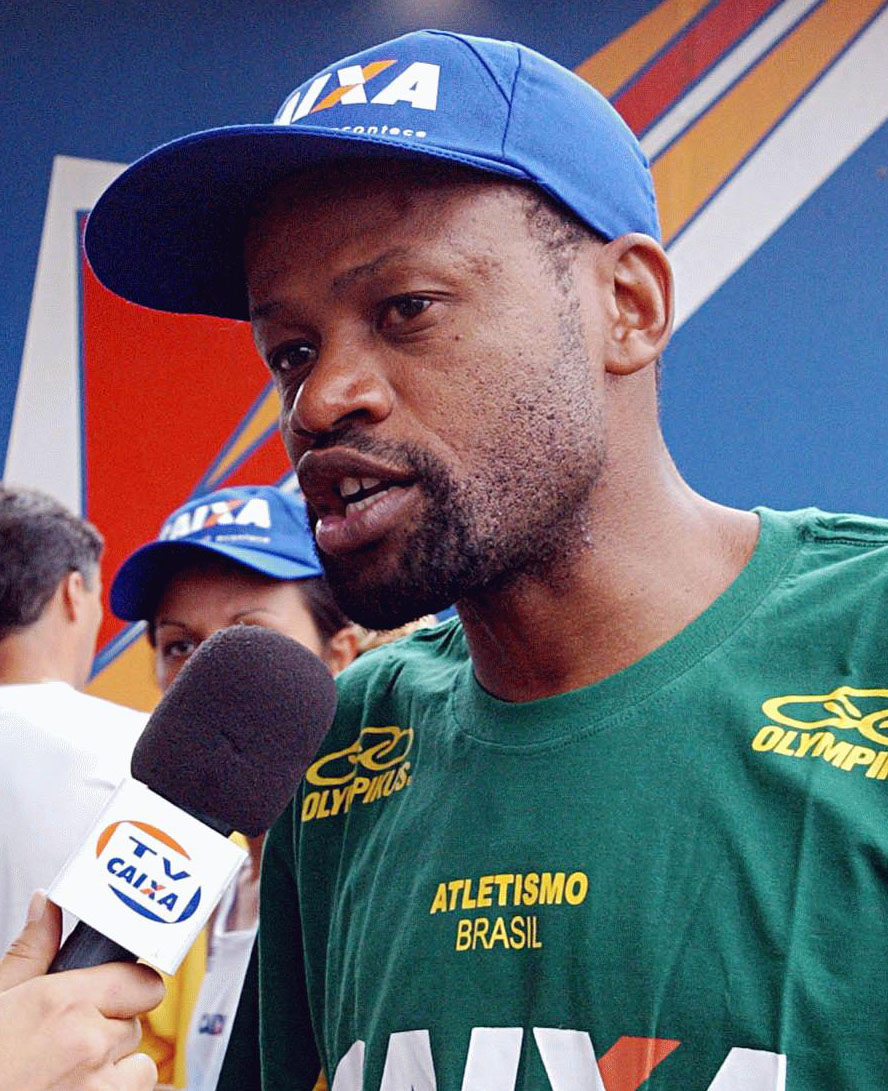
José Luíz Barbosa (hier im Jahr 2003) belegte im Finale Rang vier

Für das Finale am 5. August hatten sich je zwei Kenianer und US-Amerikaner sowie je ein Läufer aus Algerien, Brasilien, Italien und Großbritannien qualifiziert.
Weltmeister Billy Konchellah konnte krankheitsbedingt nicht teilnehmen, der Olympiasieger von 1988 Paul Ereng war im Halbfinale gescheitert. Zu den Favoriten auf die Medaillen zählten vor allem die beiden verbliebenen kenianischen Teilnehmer Nixon Kiprotich und William Tanui, der brasilianische Vizeweltmeister José Luíz Barbosa und der WM-Dritte Mark Everett aus den Vereinigten Staaten.
Das Finale wurde in der ersten Runde vom US-Läufer Johnny Gray angeführt. Beim Einsortieren der Läufer, nachdem sie die ersten einhundert Meter in Bahnen gelaufen waren, kam es zu kurzen Positionskämpfen hinter dem Führenden. An zweiter Stelle lief Barbosa. Das Tempo war so hoch, dass es vor Passieren der 400-Meter-Marke einige Lücken im Feld gab. Gray und Barbosa lagen vorn mit einer 400-Meter-Zwischenzeit von 49,99 s. Mit etwas Abstand folgte Tanui, dahinter wieder nach einer Lücke das restliche Feld, das von Kiprotich angeführt wurde. Auf der Gegengeraden kamen die beiden Kenianer an das Führungsduo heran. Mit deutlichem Abstand folgte der Brite Curtis Robb. Alle anderen waren weiter abgeschlagen. Noch in der Zielkurve attackierte Kiprotich und auch Tanui versuchte, außen zu überholen. Doch noch lag Gray vorne, während Barbosa Schwierigkeiten hatte, das hohe Tempo zu halten. Auf den letzten hundert Metern blieb es eng. Die beiden Kenianer kämpften um Gold und kurz vor dem Ziel setzte sich William Tanui mit vier Hundertstelsekunden durch, Silber gewann Nixon Kiprotich. Johnny Gray wurde für seinen Tempolauf mit der Bronzemedaille belohnt, knapp drei Zehntelsekunden hinter Kiprotich lief er als Dritter ins Ziel. José Luíz Barbosa wurde etwas mehr als eine Sekunde dahinter Vierter vor dem Italiener Andrea Benvenuti und Curtis Robb.

## Videolinks
- 800m.1992 Olympic Games,Barcelona, youtube.com, abgerufen am 14. Dezember 2021
- Men's 800m Final - 1992 Olympic Games, youtube.com, abgerufen am 14. Dezember 2021
- Men's 800m Semi-Finals - 1992 Olympic Games, youtube.com, abgerufen am 14. Dezember 2021